# Tanja Schneider
Tanja Schneider (ur. 19 lutego 1974 w Lienzu) – austriacka narciarka alpejska.

## Kariera
Po raz pierwszy na arenie międzynarodowej pojawiła się w 1991 roku, startując na mistrzostwach świata juniorów w Geilo, gdzie zajęła 25. miejsce w supergigancie.
W zawodach Pucharu Świata zadebiutowała 26 lutego 1993 roku w Veysonnaz, gdzie zajęła 29. miejsce w zjeździe. Tym samym już w debiucie zdobyła pierwsze punkty. Na podium zawodów tego cyklu pierwszy raz stanęła 22 stycznia 2000 roku w Cortina d’Ampezzo, kończąc rywalizację w zjeździe na drugiej pozycji. W zawodach tych rozdzieliła Francuzkę Régine Cavagnoud i Mojcę Suhadolc ze Słowenii. W kolejnych startach jeszcze trzy razy stanęła na podium: 16 lutego 2000 roku w Altenmarkt była druga w supergigancie, a 26 lutego 2000 roku w Innsbrucku i 15 grudnia 2001 roku w Val d’Isère zajmowała w tej konkurencji trzecie miejsce. W sezonie 1999/2000 zajęła 10. miejsce w klasyfikacji generalnej, a w klasyfikacji zjazdu i supergiganta była szósta.
Wystartowała na igrzyskach olimpijskich w Salt Lake City w 2002 roku, gdzie nie ukończyła rywalizacji w supergigancie. Podczas rozgrywanych rok wcześniej mistrzostw świata w Sankt Anton w tej samej konkurencji była szesnasta.

## Osiągnięcia

### Igrzyska olimpijskie
| Miejsce | Dzień     | Rok  | Miejscowość    | Konkurencja | Czas biegu | Strata | Zwyciężczyni       |
| ------- | --------- | ---- | -------------- | ----------- | ---------- | ------ | ------------------ |
| DNF     | 17 lutego | 2002 | Salt Lake City | Supergigant | 1:13,59    | -      | Daniela Ceccarelli |

### Mistrzostwa świata
| Miejsce | Dzień       | Rok  | Miejscowość | Konkurencja | Czas biegu | Strata | Zwyciężczyni     |
| ------- | ----------- | ---- | ----------- | ----------- | ---------- | ------ | ---------------- |
| 16.     | 29 stycznia | 2001 | Sankt Anton | Supergigant | 1:23,44    | +1,25  | Régine Cavagnoud |

### Mistrzostwa świata juniorów
| Miejsce | Dzień      | Rok  | Miejscowość | Konkurencja | Czas biegu | Strata | Zwyciężczyni       |
| ------- | ---------- | ---- | ----------- | ----------- | ---------- | ------ | ------------------ |
| 25.     | 8 kwietnia | 1991 | Geilo       | Supergigant | 1:15,16    | +2,47  | Julie Lunde Hansen |

### Puchar Świata

#### Miejsca w klasyfikacji generalnej
- sezon 1992/1993: 117.
- sezon 1994/1995: 73.
- sezon 1995/1996: 44.
- sezon 1996/1997: 113.
- sezon 1997/1998: 66.
- sezon 1998/1999: 44.
- sezon 1999/2000: 10.
- sezon 2000/2001: 21.
- sezon 2001/2002: 30.
- sezon 2002/2003: 70.
- sezon 2003/2004: 66.

#### Miejsca na podium
1. Cortina d’Ampezzo – 22 stycznia 2000 (zjazd) – 2. miejsce
2. Altenmarkt – 16 lutego 2000 (supergigant) – 2. miejsce
3. Innsbruck – 26 lutego 2000 (supergigant) – 3. miejsce
4. Val d’Isère – 15 grudnia 2001 (supergigant) – 3. miejsce